# Тофте (тауншип, Миннесота)
Тофте (англ. Tofte) — тауншип в округе Кук, Миннесота, США. На 2010 год его население составило 249 человек. Тауншип был основан в 1898 году.

## География
По данным Бюро переписи населения США площадь тауншипа составляет 421,0 км², из которых 400,3 км² занимает суша, а 20,7 км² — вода (4,92 %).

## Демография
По данным переписи населения 2010 года в тауншипе Тофте проживали 249 человек, было 135 домохозяйств и 76 семей. Плотность населения — 0,6 чел./км². Расовый состав населения: 94,4 % белых и представители двух и более рас — 5,2 %.
Из 135 домашних хозяйств 49,6 % представляли собой совместно проживающие супружеские пары (7,4 % с детьми младше 18 лет), в 3,7 % домохозяйств женщины проживали без мужей, в 3,0 % домохозяйств мужчины проживали без жён, 43,7 % не имели семьи. В среднем домашнее хозяйство вели 1,84 человека, а средний размер семьи — 2,32 человека.
Население тауншипа по возрастному диапазону распределилось следующим образом: 8,8 % — жители младше 18 лет, 2,4 % — между 18 и 21 годами, 65,1 % — от 21 до 65 лет и 23,7 % — в возрасте 65 лет и старше. Средний возраст населения — 53,5 года. На каждые 100 женщин приходилось 99,2 мужчин, при этом на 100 совершеннолетних женщин приходилось уже 99,1 мужчин сопоставимого возраста.
В 2010 году из 201 трудоспособного жителя старше 16 лет имели работу 135 человек. При этом мужчины имели медианный доход в 38 333 доллара США в год против 29 167 долларов среднегодового дохода у женщин. В 2014 году медианный доход на семью оценивался в 77 955 $, на домашнее хозяйство — в 77 500 $. Доход на душу населения — 33 761 $.